# Vladimir Vadimovitj Malkov
Vladimir Vadimovitj Malkov  (russisk: Влади́мир Вадимович Малько́в ; født 9. april 1986) er en russisk badmintonspiller. Han vandt det russiske nationale mesterskab i 2009, 2013–2016. Malkov konkurrerede ved Sommer-OL 2016 i Rio de Janeiro, Brasilien.